# Județul Olt (antebelic)
Județul Olt a fost o unitate administrativă de ordinul întâi din Vechiul Regat al României (existent în perioada antebelică). Județul se afla în regiunea istorică Muntenia, iar reședința era orașul Slatina.

## Așezare și limite

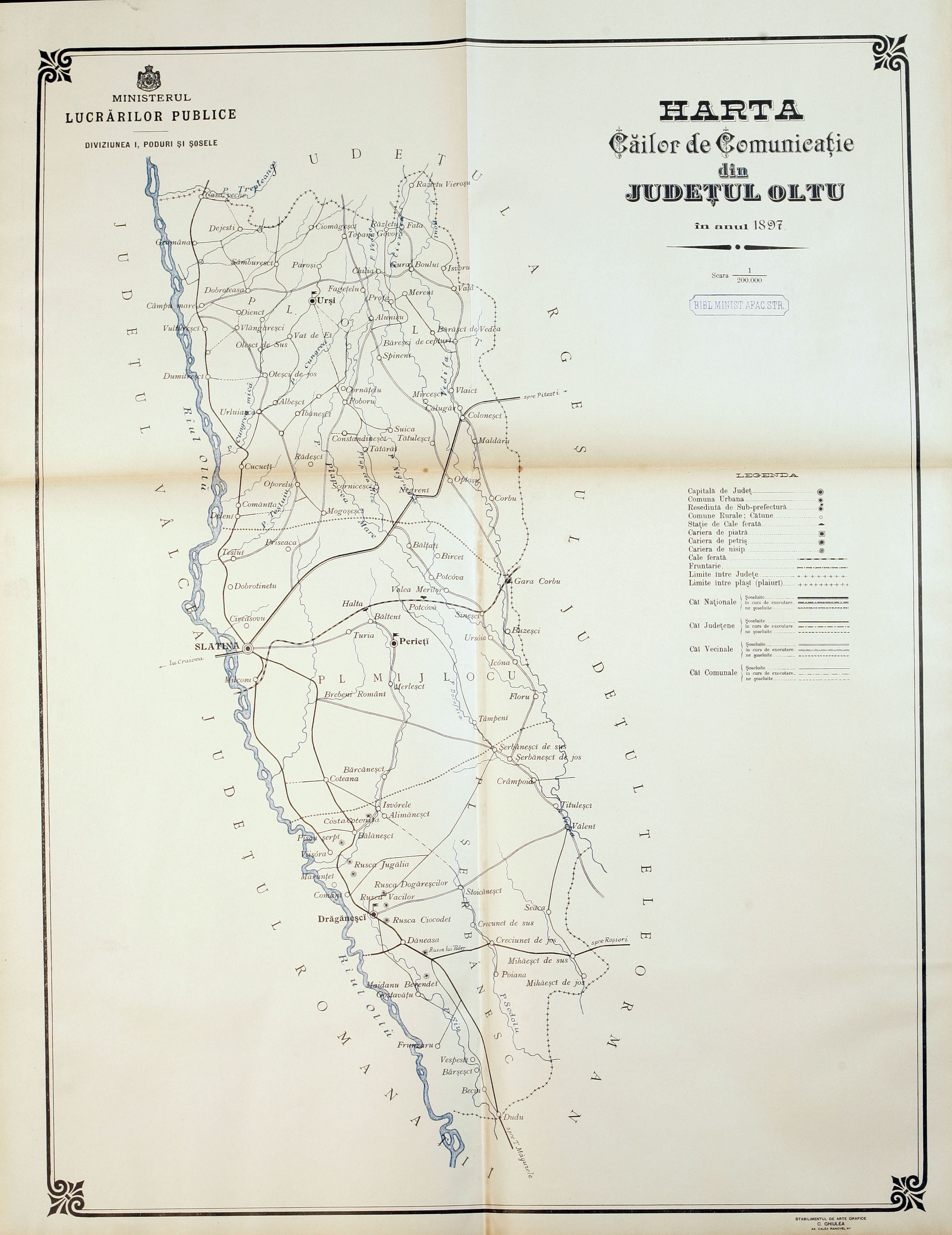
Harta județului Olt în Atlasul Căilor de Comunicații din 1897

Județul Olt era situat de-a lungul râului Olt care forma limita sa de vest. Se învecina cu județele Argeș, Teleorman, Romanați și Vâlcea.

## Istoric
În anul 1864, domnitorul Alexandru Ioan Cuza dă prima lege de organizare administrativ-teritorială modernă a teritoriului României. Legea prevedea împărțirea țării în 33 de județe, având ca subdiviziuni plășile și comunele (urbane și rurale). Județele și comunele erau investite cu personalitate juridică și cu organe deliberative și executive: consiliul județean și prefectul (acesta din urmă ca reprezentant al guvernului în teritoriu), respectiv consiliul comunal
și primarul (în calitate de reprezentant al guvernului în teritoriu). Plășile erau simple subdiviziuni ale județelor, fără personalitate juridică, conduse de subprefecți, cu atribuții de supraveghere și control asupra autorităților comunale.
Județul antebelic Olt era împărțit în 8 plăși: Mijlocul cu reședința în comuna Buzești, Oltul de Jos cu reședința Dobrotineț, Oltul de Sus cu reședința Câmpul Mare, Șerbănești cu reședința Șerbănești de Jos, Siul de Sus cu reședința Bărcănești, Siul de Jos cu reședința Drăgănești, Vedea de Jos cu reședința Tătulești și Vedea de Sus cu reședința Chilia. Județul avea 102 comune (rurale și urbane). 
Pădurile reprezentau principala bogăție a județului, mai ales cele seculare din partea de nord și din zona dealurilor. Esențele cele mai răspândite erau: stejarul, cerul, fagul, carpenul, plopul, salcia, teiul, ulmul, părul și altele. Fabricarea brânzei, untului și a altor produse lactate, îi păstrau reputația unui județ bogat în asemenea alimente. Mieii din județul Olt alimentau nu numai măcelăriile din Slatina, dar și pe cele din Craiova și București. La Strihareț exista o școală practică de agricultură.
Se oragnizau bâlciuri la: Câmpu Mare (de Mucenici, Buna Vestire, Sfântu Petru și Vinerea Mare), Urluiasca (tot la aceleași date), Constantinești (24 februarie, Rusalii și 29 august), Ipotești (comuna Coteana,de Duminica Tomii și Drăgaica), Dobrotineț (21 mai), Bălănești (Înălțare și Sfânta Maria Mare), Drăgănești (de Sfântul Pantelimon, 14 septembrie și Vinerea Mare), Văleni (de Blagoveștenie, Sfinții Împărați și Schimbarea la Față) și Slatina (de Sfântul Gheorghe-și ținea 3 zile). Toate aceste târguri începeau cu obor de vite, după care urmau vânzările negustorilor. La Slatina ziua de târg era joi, când se ținea și obor de vite.

## Marca
Marca (stema) județului era un turn, semn că județul se întindea în vechime până la Dunăre și cuprindea și orașul Turnu Măgurele, lângă care se aflau ruinele unui turn de cetate, zidită de Constantin cel Mare conform unei legende. 